# Carrollton (Missisipi)
Carrollton – miasto w Stanach Zjednoczonych, w stanie Missisipi, siedziba administracyjna hrabstwa Carroll.